# بنجامين غالانت
بنجامين غالانت هو سياسي كندي، ولد في 11 يونيو 1872، وتوفي في 27 أكتوبر 1921.